# Rischeln
Rischeln, schweizerdeutsch Rischele, ist ein Ortsteil in der Gemeinde Thalheim im Kanton Aargau. Zu Rischeln gehören die Weiler Rischele und Riede. 

## Geographie
Die Hauptsiedlung von Rischeln befindet sich in einem Talkessel des Rischelebaches, rund 2 km vom Dorfzentrum Thalheims entfernt. Die nächstgelegene Bushaltestelle befindet sich auf der Staffelegg in 1 km Entfernung, wo die Postautolinie 135 zum Bahnhof Aarau und Frick verkehrt. Von Rischeln ist Aarau mit dem Auto in sieben Minuten erreichbar.

## Geschichte
Das Gebiet des Weilers war schon zur Alemannenzeit besiedelt, was Gräberfunde bei der Staffelegg beweisen. Enthalten waren zwei Halsketten aus der Alemannenzeit, diese sind jetzt im Landesmuseum in Zürich. Der Weiler wurde im 18. Jahrhundert erstmals erwähnt. Von den neun Gebäuden sind drei bewohnt, eines wird bald renoviert, vier werden als Warenschopf und eines als Stall genutzt. Die noch heute bestehenden Wohnhäuser sind teilweise aus Steinen der Ruine Schenkenberg erbaut worden. 
Durch den Weiler führte früher der historische Verkehrsweg auf die Staffelegg. Anfangs 19. Jahrhundert wurde die heutige Staffeleggstrasse auf der anderen Talseite verlegt. 
Vom Weiler herab fliesst der Rischelebach, der im Weiler Riedmatt in den Talbach mündet. Rischeln wird von den Industriellen Betrieben Aarau mit Strom versorgt.